# Plougasnou
Plougasnou é uma comuna francesa na região administrativa da Bretanha, no departamento Finisterra. Estende-se por uma área de 33,94 km². Em 2010 a comuna tinha 2 880 habitantes (densidade: 84,9 hab./km²).